# Muzeum Historii Naturalnej Skamieniały Las na Lesbos
Muzeum Historii Naturalnej Skamieniały Las na Lesbos (gr. Μουσείο Φυσικής Ιστορίας Απολιθωμένου Δάσους Λέσβου) – muzeum geologiczne na wyspie Lesbos w Grecji.

## Historia
Muzeum Historii Naturalnej Skamieniałego Lasu Lesbos podlega greckiemu Ministerstwu Kultury. Zostało zbudowane w wiosce Sigri, która znajduje się w centrum Skamieniałego Lasu. Celem muzeum jest badanie, promocja, prezentacja, konserwacja oraz dbanie o właściwe wykorzystanie Skamieniałego Lasu na Lesbos. Muzeum zostało założone w 1994 roku. Projekt budynku przygotowali architekci S. Panto-Kikko i S. Frango, a projekt konsultował Alexandros Tombazis. Budynek miał z jednej strony służyć zwiedzającym, a z drugiej wtopić się w otaczający krajobraz. Budowę współfinansował rząd grecki i Unia Europejska dzięki programowi Podstawy Wsparcia Wspólnoty (Community Support Framework).

## Skamieniały Las
Obszar Skamieniałego Lasu to 150 km², który ograniczają wioski Sigri, Skala Eresou, Eressos, Andissa i Gavathas. Pod warstwą pyłu wulkanicznego odnaleziono kawałki pni, gałęzi, korzeni, nasion i liści, a także skamieniałe kości zwierząt. Pozostałości można również na dnie morza w zachodniej części Lesbos. Skamieniałości pochodzą sprzed 18 milionów lat. Dekretem prezydenta z 1985 roku (nr 443/1985) Skamieniały Las na Lesbos został objęty ochroną jako narodowy pomnik przyrody. W 2000 roku Chroniony obszar Skamieniałego Lasu na Lesbos stał się członkiem założycielem Europejskiej Sieci Geoparków. W 2004 roku został włączony do Światowej Sieci Geoparków UNESCO.

## Działalność
Muzeum organizuje wystawy, wydarzenia kulturalne oraz dba o zrównoważony rozwój zachodniej części Lesbos. Prowadzi również działalność edukacyjną oraz przyjmuje studentów na praktyki studenckie.

## Nagrody
W 2001 roku Muzeum otrzymało nagrodę Eurosite Management Award jako wyraz uznania jego osiągnięć w zarządzaniu miejscami naturalnymi. W 2006 roku otrzymało międzynarodową nagrodę Skäl, a w 2009 roku obszar Skamieniałego Lasu otrzymał nagrodę EDEN (European Destinations of ExcelleNce).